# Însemnele regalității române
Însemnele regalității române (sau regalia României) sunt formate din cele 5 simboluri ale autorității supreme: coroana regală, buzduganul, mantia regală, pavilionul regal și cifrul regal.

## Istoricul însemnelor
Coroana, ca simbol al puterii, este întâlnită în teritoriile românești încă din timpul Domnilor români, ca însemn principal al puterii supreme. Coroanele descrise în diferitele reprezentări, păstrate până în zilele noastre (picturi, portrete domnești, sculpturi) nu sunt reproduceri ale coroanelor reale, acesta fiind și motivul pentru care formele coroanelor sunt atât de variate, ele având doar menirea de a simboliza suveranitatea. 

Buzdugan domnesc Moldova, secolul XII

În picturile realizate ca urmare a diverselor ctitorii, pe unele monede sau pietre funerarii, Domnii munteni și moldoveni sunt prezentați aproape întotdeauna având pe cap o coroană de aur. Această coroană, în general coroană princiară deschisă, este formată din 3 sau 5 ornamente sculptate cu forme de flori sau frunze stilizate (fleuroane). În secolele XIV și XV coroane Domnilor români sunt mici asemănătoare cu coroanele heraldice, în secolele următoare devenind din ce în ce mai mari și mai împodobite. În perioada fanariotă Domnii sunt rar reprezentați cu coroane pe cap, ei fiind pictați sau sculptați, la ceremonia înscăunării cu cuca ienicerilor pe cap sau cu ișlic, la alte ocazii solemne. În reprezentările din secolul al XIX-lea coroana este așezată pe o pernă sau masă în apropierea imaginii domnești.
| Coroana regală                    | Coroana regală                |
| --------------------------------- | ----------------------------- |
| Coroana Regelui                   | Coroana Reginei               |
| Pavilionul regal                  |                               |
| Pavilionul Regelui                | Pavilionul Reginei            |
| Pavilionul principelui moștenitor | Pavilionul principilor regali |
| Pavilionul reginei mamă           |                               |
| Cifra regală                      |                               |
| Cifra R. Carol II                 | Cifra R. Maria                |
| Buzduganul                        |                               |
| Buzduganul R. Ferdinand I         | Bastonul R. Carol II          |

Alte semne ale puterii sunt buzduganul și sabia, întâlnite la Domnii munteni și moldoveni. Aceste simboluri pot fi regăsite pe monedele, sigiile, stemele șisteagurile vremii. Buzduganul și sabia sau iataganul au fost până la Alexandru Ioan Cuza însemnele principale domnești. În unele cazuri Domnii sunt reprezentați și cu alte simboluri, altele decât buzduganul și sabia. Dimitrie Cantemir este un astfel de caz, el fiind reprezentat cu un baston scurt, asemănător cu cel al unui mareșal.
Prima reprezentare a unui Domn român, însoțit de simbolurile autorității supreme, apare pe monedele lui Mircea cel Bătrân. Aceasta era reprezentat purtând o coroană princiară deschisă, îmbrăcat cu o mantie până la glezne, cu guler de hermină. În mână dreaptă domnul avea un buzdugan (uneori o spadă sau suliță), iar în stânga un glob crucifer. Domnii care l-au urmat, atât cei moldoveni cât și cei munteni, au purtat o mantie asemănătoare cu cea a lui Mircea cel Bătrân, numită caftan. Fanarioții purtau o mantie similară cu caftanul domnesc, numită cabanița ienicerilor. Domnii români din secolul XIX reintroduc mantia ca simbol al autorității supreme, dar spre deosebire de haina de ceremonie a lui Mircea cel Bătrân, aceasta avea o trenă foarte lungă. 
Cifrele utilizate de domnii români erau formate din inițialele numelor acestora. Semnele erau imprimate pe sigilii mici, dar și pe alte obiecte. După anul 1834, cifrele apar îndeosebi pe drapele fiind formate din inițiala numelui. 

## Coroana regală
Coroana regală este cel mai important simbol al regalității române, din acest motiv realizării sale i s-a acordat o atenție specială. Coroana primului rege al României, Carol I fost făurită din oțelul unui tun turcesc, luat pradă de război de ostașii români în timpul luptelor din Războiului pentru Independență (1877). A fost confecționată în Arsenalul Armatei din București. Coroana Reginei Elisebeta este din aur. Forma acesteia este inspirată din iconografia bisericească ortodoxă română, fiind foarte asemănătoare cu coroanele purtate de soțiile domnitorilor români, munteni și moldoveni, în evul mediu, ea exprimând în fapt continuitatea istorică.
Coroana regală, respectând normele heraldice, are în compunere un cerc frontal de oțel, ornamentat cu pietre alungite, rombice și perle șlefuite din același material. În partea superioară a cercului au fost aplicate 8 ornamente mari, sculptate în formă de frunză (fleuroane), alternate prin 8 figuri mai mici având în partea superioară perle. De vârfurile fleuroanelor au fost atașate 8 tije arcuite înguste, împodobite cu mărgăritare, care se unesc într-un glob în care a fost implantată crucea „Trecerii Dunării”. Toate elementele coroanei sunt din oțel; partea interioară (căptușeala) este confecționată din catifea purpurie.

## Buzduganul
Buzduganul ca simbol al puterii regale a fost adoptat de regele Ferdinand I, sceptrul nefiind utilizat în România. . În mod simbolic, buzduganul i-a fost oferit lui Ferdinand I de către poporul român în 10 mai 1920. Pe acest buzdugan, în partea superioară, sunt reprezentate patru statuete de țărănci în costume naționale. Ele reprezintă România (regatul vechi), Transilvania, Basarabia și Bucovina. În vârful buzduganului se regăsește capul acvilei cruciate.
Carol I și Carol II au folosit ca simbol al puterii bastonul de mareșal în locul buzduganului. Bastonul purtat de aceștia are formă cilindrică cu secțiunea rotundă și cu o lungime de 35 cm. Este acoperit cu o catifea purpurie pe care sunt imprimate capete de bour, confecționate din aur, iar la extremități este ornamentat cu frunze de stejar, realizate din aur.

## Mantia regală
În România, mantia a fost folosită pentru prima dată la încoronare de către Ferdinand I, Carol I fiind încoronat în uniformă de general. Mantia regală folosită de Ferdinand I era dintr-o țesătură de mătase roșie ornamentată cu fir de aur (brocat), cu un guler de hermină și îi ajungea acestuia până la glezne.

## Cifrul regal

Cifru Carol I

Cifrul regal, folosit pentru însemnarea obiectelor care aparțineau regelui și casei regale, aplicată pe scrisorile și cărțile acestuia, sau ca semn distinctiv pe drapele și uniforme, era formată din inițiala numelui regelui. Cifrele regilor Carol I și Carol II erau formate din doi C adosați și intercalați . Ferdinand folosea ca cifru un semn format doi F andosați . De obicei cifrurile regale prezentau în partea superioară a simbolului și o coroană.